# Arina Rodionowna Jakowlewa

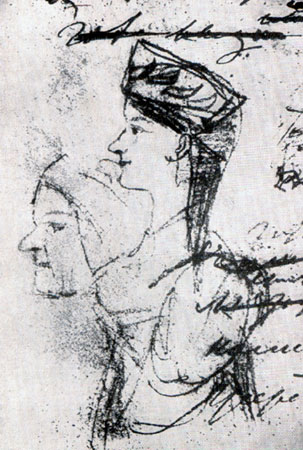
Rysunek Puszkina, prawdopodobnie przedstawia młodą i starą nianię

Arina Rodionowna Jakowlewa, ros. Арина Родионовна Яковлева (ur. 10 kwietnia?/21 kwietnia 1758 w Łampowie, zm. 31 lipca?/12 sierpnia 1828 w Petersburgu) – niania Aleksandra Puszkina, chłopka pańszczyźniana należąca do rodziny Hannibalów. Wywarła wpływ na twórczość poety, jego zainteresowanie folklorem, poezją ludową i bajkami. Cieszyła się miłością i poważaniem Puszkina i jego przyjaciół.

## Imię
W domu była nazywana Ariną, choć imię zarejestrowane w dokumentach brzmiało Irina lub Irinja. W podeszłym wieku, zgodnie z wiejskimi obyczajami, nazywano ją Rodionowną. W ewidencji zmarłych figurowała pod nazwiskiem Rodionowa.
Aleksandr Puszkin w swoich dziełach ani razu nie nazwał jej po imieniu. Używał określenia „niania”. W jednym przypadku zapisał słowo wielką literą. Puszkiniści nazywają ją „nianią Puszkina”, naukowcy – Ariną Rodionowną lub (rzadziej) Jakowlewą.
Nikt ze współczesnych niani nie zwracał się do niej per Jakowlewa. Dzieciom stanów niższych przy zapisie dodawano imię ojca, więc Arina otrzymała patronimik Rodionowa (analogicznie, jak jej ojciec nosił patronimik Jakowlew). Niektórzy badacze twórczości Puszkina nazywali ją po mężu Ariną Matwiejewą. To, że w literaturze naukowej przyjęto nazywać ją Ariną Rodionowną (nie Rodionową, jak było w zwyczaju), świadczy o znaczeniu chłopki.
Być może określenie "niania Puszkina" odnosi się do dwóch kobiet, ponieważ, gdy urodził się poeta, 41-letnia Arina Rodionowna nie miała już mleka, by go karmić. Robiła to inna Jakowlewa – Uljana (ur. w 1767 lub 1768). Arina natomiast zajmowała się rodzeństwem Puszkinów na co dzień.

## Życiorys
Arina Rodionowna Jakowlewa urodziła się 10/21 kwietnia 1758 roku we wsi Łampowo ujezdu koporskiego, w pobliżu wsi Sujda w rodzinie chłopów pańszczyźnianych Rodiona Jakowlewa i Łukierji Kiriłłowy. Niektórzy badacze uważają, że rodzina Ariny Rodionowny miała korzenie iżorskie lub ingriańskie. Nowo narodzone dziecko Jakowlewa zostało zarejestrowane jako własność podporucznika Lejb-Gwardyjskiego Siemionowskiego Pułku Fiodora Aleksiejewicza Apraksina. W 1759 roku wieś Sujda i okolice wraz z chłopami została kupiona przez pradziada Aleksandra Puszkina – Abrama Hannibala. 
W wieku 23. lat Arina Rodionowna wyszła za mąż za chłopa Fiodora Matwiejewa (1756–1801). Z tego powodu dostała pozwolenie na przeprowadzkę do domu męża we wsi Kobrino pod Gatczyną. Ze związku urodziła czwórkę dzieci. 
W 1792 roku babka Puszkina, Marija Aleksiejewna Hannibal, zabrała Arinę Rodionowną na dwór w charakterze mamki swego bratanka Aleksieja – syna Michaiła Hannibala. W 1795 roku Jakowlewa otrzymała od właścicielki nagrodę za dobrą pracę – własną chatę w Kobrinie. W 1798 roku Arina Rodionowna została mamką Olgi Puszkinejj – starszej rodzonej siostry przyszłego poety, rok później – wraz ze swoją krewną lub imienniczką Uljaną Jakowlewą – zajęła się Aleksandrem Puszkinem.
W 1799 roku Marija Hannibal prawdopodobnie zaproponowała Arinie Rodionownie zwolnienie z poddaństwa, ta jednak odmówiła i pozostała na własne życzenie przy rodzinie Puszkinów jako dwórka – towarzyszka i pomocnica Marii Aleksiejewny. W 1803 roku wraz z nią przeprowadziła się do Moskwy, rok później – po sprzedaniu Kobrina – do wsi Zacharowo, a następnie do wsi Michajłowskoje w obwodzie pskowskim.
Po śmierci Marii Aleksiejewny w 1818 roku Arina Rodionowna przeniosła się do domu Puszkinów w Petersburgu. W latach 1824–1826 towarzyszyła Aleksandrowi na wygnaniu w Michajłowskim. Rok później zachorowała. Zmarła w Petersburgu 31 lipca?/12 sierpnia 1828 roku. Pochowana została na Smoleńskim Cmentarzu Prawosławnym. Jej grób nie zachował się. W 1977 roku przy wejściu na cmentarz umieszczono tablicę pamiątkową.

## Miejsce niani w twórczości Puszkina
W nauce o literaturze postać Ariny Rodionowny jest rozpatrywana jako zjawisko historyczno-literackie. Choć wychowywała wszystkie dzieci Puszkinów, najmocniejsze więzi emocjonalne łączyły ją z Aleksandrem. Jej znajomość folkloru i obyczajów rosyjskiej wsi miała duży wpływ na twórczość poety szczególnie w okresie jego czteroletniego pobytu w Michajłowskim.
Niania brała aktywny udział w życiu codziennym lokalnej społeczności, poeta dzięki temu poznawał ludowe tradycje i folklor oraz życie codzienne na wsi. Wiele z tego zawarł w swoich wierszach, a w listach do przyjaciół umieszczał anegdoty z życia niani. Według sporządzonego przez Thomasa Show’a indeksu poezji Puszkina słowo „niania” zostało użyte przez poetę 23 razy w wierszach, z czego 17 razy w poemacie Eugeniusz Oniegin. W Słowniku języka Puszkina, który uwzględnił także listy i brudnopisy pisarza, wyraz wystąpił 36 razy, z czego 19 w Eugeniuszu Onieginie.
Arina Rodionowna według wielu biografów Puszkina była pierwowzorem kilku bohaterek w jego poezji i powieści: niania Tatjany Łarinej z poematu Eugeniusz Oniegin – Filipjewna (w brudnopisach nazywa się Fadiejewna i Fiłatjewna), mamka Ksienija w tragedii Borysie Godunowie, niania Dubrowskiego w powieści Dubrowski – Orina Jegorowna (lub Pachomowna), mamka kniaziówny w dramacie Rusałka, karlica Łastoczka w powieści Arab Piotra Wielkiego, adresatka w wierszu Wieczór zimowy. Nie wszyscy naukowcy zgadzają się z tym, najwięcej cech niani Puszkina ma postać Filipjewny z Eugeniusza Oniegina. Reszta mogła być wymyślona przez poetę na potrzeby fabuły.
W krytyce literackiej istnieje pogląd, że Arina Rodionowna jest postacią wyidealizowaną. Łączy w sobie cechy wszystkich służących na dworze Puszkinów. Na obraz idealnej niani wpłynęła także babcia Puszkina, Marija Aleksiejewna Hannibal. Puszkin stworzył idealną nianię i ten mit podchwycili jego przyjaciele i badacze jego twórczości.

## Status społeczny
Arina Rodionowna urodziła się jako chłopka pańszczyźniania i po zamążpójściu została wzięta na dwór Hannibalów, a następnie – Puszkinów. We wczesnych latach służby z usług Ariny Rodionowny prawdopodobnie korzystano dorywczo. Była wzywana na dwór, gdzie wypełniała polecenia, następnie odsyłano ją z powrotem na wieś. Z czasem powierzano jej bardziej odpowiedzialne zajęcia – zarządzanie kluczami czy drobne sprawy finansowe.
Starsza krytyka literacka podawała, że w 1799 roku została wraz z mężem i dziećmi zwolniona z poddaństwa, lecz późniejsze badania wykazały, że jest to mało prawdopodobne. Wskazuje na to kilka czynników. Olga Pawliszczewa – siostra Puszkina – w swoich pamiętnikach nazywała ją dwórką, tj. chłopką wziętą od ziemi na dwór pana jako służąca. W spisach michajłowskich Arina Rodionowna odnotowana została jako chłopka pańszczyźniana. Świadczą o tym także wzmianki o niani w twórczości Puszkina. Dla przykładu: wzorowana (zdaniem niektórych badaczy) na Jakowlewej niania głównego bohatera z powieści Dubrowski była jedynie wierną niewolnicą, a nie osobą wolną.

## Dzieci
Arina Rodionowna urodziła dwóch synów i dwie córki: Jegora (ur. 1782), Nadieżdę (ur. 1788), Mariję (ur. 1789), Stefana (ur. około 1797). Ponieważ urodziny najmłodszego dziecka zbiegły się w czasie z narodzinami starszej siostry Puszkina – Olgi, Arina Rodionowna wykarmiła oboje dzieci. Dzieci Ariny Rodionowny osiedlono we wsi Zacharowo, która w 1811 roku zmieniła właściciela.